# Chirosia inspinata
Chirosia inspinata este o specie de muște din genul Chirosia, familia Anthomyiidae, descrisă de Masayoshi Suwa în anul 1983. Conform Catalogue of Life specia Chirosia inspinata nu are subspecii cunoscute.